# جورج هریسون شول
جورج هریسون شول (انگلیسی: George Harrison Shull; ۱۵ آوریل ۱۸۷۴ – ۲۸ سپتامبر ۱۹۵۴ (۸۰ ساله)) دانشمند در زمینه ژنتیک اهل ایالات متحده آمریکا بود.